# Boise-Idaho-Tempel

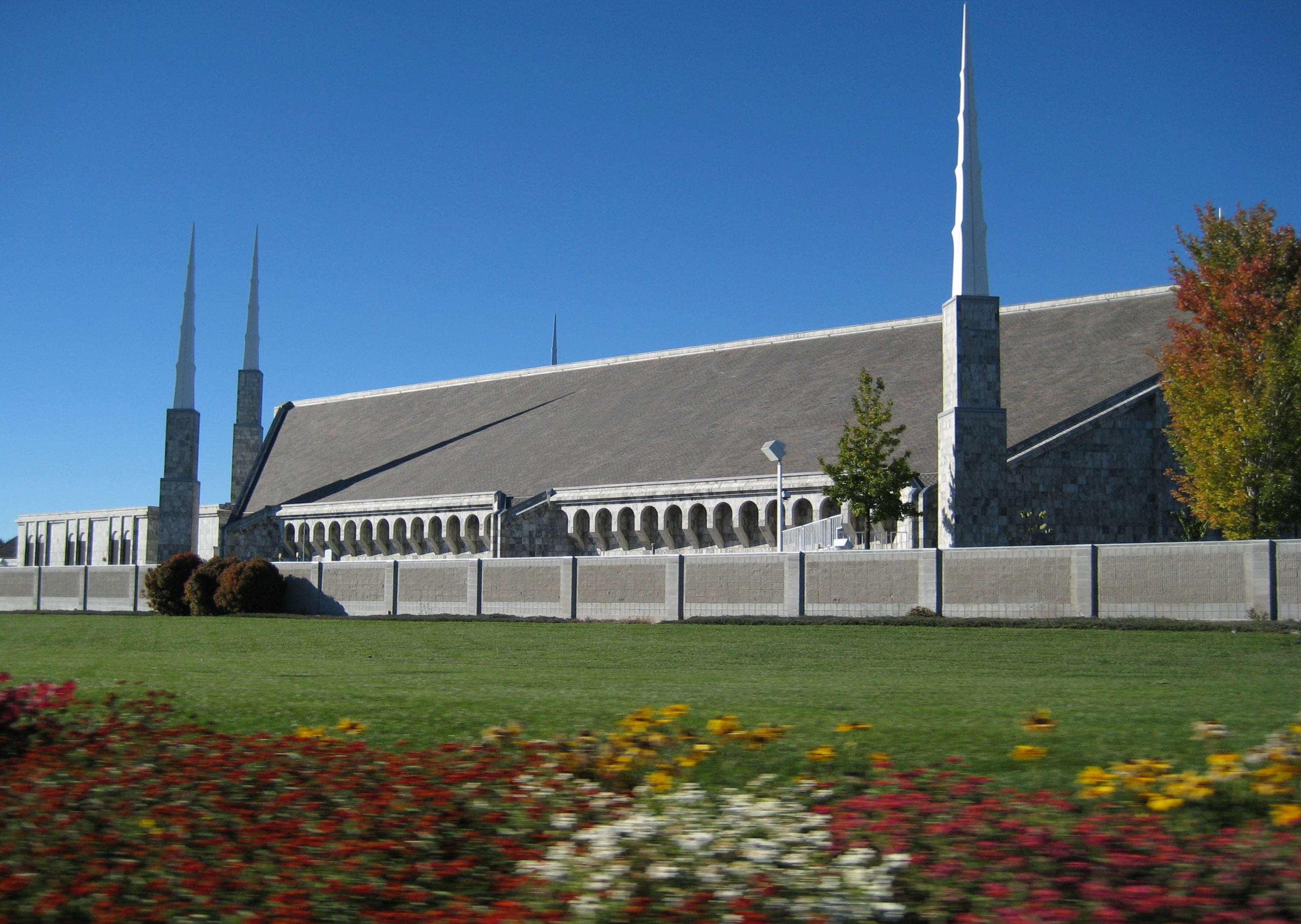
Boise-Idaho-Tempel

Boise-Idaho-Tempel (englisch: Boise Idaho Temple) ist ein Tempel der Kirche Jesu Christi der Heiligen der Letzten Tage in Boise, der 1984 eingeweiht wurde.
Der Bau des Tempels wurde am 31. März 1982 angekündigt. Für den Bauplan wählte man eine Gestaltung, die von vielen HLT-Tempeln aus dieser Zeit verwendet wurde. Am 18. Dezember 1982 wurde unter dem Apostel Mark E. Petersen der Baugrund geweiht und der erste Spatenstich vollzogen. 1984 wurde der Tempel fertiggestellt. Die Weihungszeremonien fanden zwischen dem 25. und dem 30. Mai unter Apostel Gordon B. Hinckley statt. 1987 wurde der Tempel erweitert und neu geweiht.
Der Boise-Idaho-Tempel ist ein marmorverkleidetes Gebäude mit einem Schieferdach. Er wird von sechs schmalen Türmen flankiert, von denen der höchste 34 Meter (112 feet) misst und eine Moroni-Statue trägt. Die Raumfläche des Tempels beträgt etwa 3.300 Quadratmeter (35.868 square feet), darin sind vier Verordnungsräume und vier Siegelungsräume enthalten.